# Gil de Ronza
Gil de Ronza est un sculpteur espagnol d'origine flamande né à Ronse/Renaix vers 1480, mort à Zamora en 1534.
Il est le père du sculpteur Diego de Ronça.

## Biographie
Il travaille à Tolède en 1498. Entre 1503 et 1506 il est dans l'atelier de Juan de Bruselas qui exécute l'ensemble de stalles du chœur de la cathédrale de Zamora.
Il travaille plus tard à Salamanque mais s'installe finalement à Zamora. Il fait partie du groupe de sculpteurs qui réalisent la chapelle funéraire du doyen des chanoines, Diego Velázquez de Cepeda (†1525), au couvent de San Francisco de Zamora. Le contrat avait été gagné par Rodrigo Gil de Hontañón en 1521. Gil de Ronza y a sculpté plusieurs scènes de la vie du Christ (Annonciation, Naissance du Christ, Circoncision de Jésus, Reniement de saint Pierre, Ecce Homo, Crucifixion, Sépulcre, Résurrection, Ascension, Saint Michel, la mort et le Jugement dernier). Les sculptures étaient en bois peint. De cette réalisation on connaît un Ecce homo (aujourd'hui au couvent del Tránsito de Madrid), un Christ gisant (au couvent de Santa Clara), et une sculpture originale représentant un squelette appelée La Mort (La Muerte) conservée au Museo Nacional Colegio de San Gregorio.
Entre 1524 et 1525, il a collaboré avec son fils Diego de Ronça sur les trois portails de la Nouvelle cathédrale de Salamanque.